# Ван Ассема, Тим
Тим Йоханнес Баренд Алойзиус ван Ассема (нидерл. Tim Johannes Barend Aloysius van Assema; род. 31 января 2002, Ассенделфт, Северная Голландия) — шведский и нидерландский футболист, защитник клуба «Гётеборг».

## Клубная карьера
Футболом начал заниматься в клубе «Ассенделфт» из своего родного города. В 2013 году вместе с семьёй переехал в Швецию, где выступал за молодёжные команды «Омол» и «Сеффле». В составе последних в 2018 году дебютировал во взрослом футболе, проведя 8 матчей и забив один мяч в третьем шведском дивизионе. В 2019 году присоединился к молодёжной команде «Гётеборга». В августе того же года дебютировал за основную команду клуба во втором квалификационном раунде кубка страны с «Астрио», появившись на поле в стартовом составе. В 2021 году вместе с молодёжной командой клуба дошёл до финала юношеского чемпионата Швеции, где был обыгран «Хаммарбю».
В марте 2022 года подписал с «Гётеборгом» первый профессиональный контракт. 28 августа дебютировал за клуб чемпионате Швеции, выйдя в компенсированное ко второму тайму время вместо Хуссейна Карнейля.

## Клубная статистика
| Выступление      | Выступление      | Выступление      | Лига | Лига | Кубки | Кубки | Конт. кубки | Конт. кубки | Итого | Итого |
| Клуб             | Лига             | Сезон            | Игры | Голы | Игры  | Голы  | Игры        | Голы        | Игры  | Голы  |
| ---------------- | ---------------- | ---------------- | ---- | ---- | ----- | ----- | ----------- | ----------- | ----- | ----- |
| Сеффле           | Дивизион 3       | 2018             | 8    | 1    | 0     | 0     | 0           | 0           | 8     | 1     |
| Сеффле           | Итого            | Итого            | 8    | 1    | 0     | 0     | 0           | 0           | 8     | 1     |
| Гётеборг         | Алльсвенскан     | 2019             | 0    | 0    | 1     | 0     | 0           | 0           | 1     | 0     |
| Гётеборг         | Алльсвенскан     | 2022             | 1    | 0    | 0     | 0     | 0           | 0           | 1     | 0     |
| Гётеборг         | Итого            | Итого            | 1    | 0    | 1     | 0     | 0           | 0           | 2     | 0     |
| Всего за карьеру | Всего за карьеру | Всего за карьеру | 9    | 1    | 1     | 0     | 0           | 0           | 10    | 1     |